# 盖尔谢考拉特
盖尔谢考拉特，是匈牙利沃什州所辖的一个村，总面积19.92平方公里，总人口683，人口密度34.3人/平方公里（2010年1月1日）。